# 达乌德坎迪乌帕齐拉
达乌德坎迪乌帕齐拉（英语: Daudkandi Upazila）是孟加拉国吉大港专区库米拉县的乌帕齐拉。
根据1991年的孟加拉国人口普查, 达乌德坎迪乌帕齐拉的人口为458503人，其中男性人口占总人口的50.44%女性人口占49.56%。18岁及18岁以上的人口为215409人。当地政府指出，达乌德坎迪乌帕齐拉管辖面积约为376.23平方公里，居民以孟加拉人为主。